# مدیسون (آرکانزاس)
مدیسون (آرکانزاس) (به انگلیسی: Madison, Arkansas) یک شهر در ایالات متحده آمریکا با جمعیت ۹۸۷ نفر است که در آرکانزاس واقع شده‌است.

## موقعیت جغرافیایی
موقعیت جغرافیایی شهرها و مناطق اطراف به شرح زیر است: